# بيتر سترينجفيلو (لاعب كرة قدم)
بيتر سترينجفيلو (بالإنجليزية: Peter Stringfellow)‏ هو لاعب كرة قدم بريطاني في مركز جناح ‏، ولد في 21 فبراير 1939 في Walkden ‏ في المملكة المتحدة. لعب مع أولدهام أثلتيك ومانشستر سيتي ونادي تشيسترفيلد ونادي غيلينغهام.